# 镰叶铁角蕨
镰叶铁角蕨（学名：Asplenium falcatum）为植物界维管植物真蕨綱水龍骨目铁角蕨科铁角蕨属下的一个种。該物種分佈於安达曼群岛、柬埔寨、印度、缅甸、尼科巴群岛、斯里兰卡、泰国、越南等地。

## 扩展阅读
- 維基物種上的相關：镰叶铁角蕨